# Realakt
Der Realakt ist eine Tathandlung, die auf einen tatsächlichen Erfolg gerichtet ist.  

## Deutschland
Die Rechtsfolge eines Realaktes tritt kraft Gesetzes ein. Der Realakt gehört zu den Rechtshandlungen und wird abgegrenzt gegenüber dem Rechtsgeschäft, bei dem der Eintritt der Rechtsfolge von den Beteiligten gewollt ist und gegenüber der  geschäftsähnlichen Handlung, die eine auf einen tatsächlichen Erfolg gerichtete Erklärung darstellt, die wie der Realakt Rechtsfolgen auslöst, die kraft Gesetzes eintreten. Typische Realakte sind die sachenrechtliche Verbindung (§ 946 BGB) und die Vermischung (§ 947 BGB), denn die eigentumsrechtliche Rechtsfolge wird durch das Gesetz angeordnet.

### Verwaltungsrecht
Realakte im Verwaltungsrecht weisen in Abgrenzung zum Verwaltungsakt, der als hoheitliche Maßnahme einer Behörde zur Regelung eines Einzelfalls mit unmittelbarer Auswirkung für den Betreffenden zu verstehen ist, keinen Regelungscharakter zur unmittelbaren Herbeiführung einer Rechtsfolge aus. Dem Realakt fehlt damit der Regelungscharakter.

## Schweiz
Im schweizerischen Verwaltungsrecht sind Realakte eine Form des Verwaltungshandelns und werden (französisch actes matériels, italienisch atti materiali) von Rechtsakten (die primär auf Rechtswirkungen gerichtet sind, darunter die Verfügung) abgegrenzt. Da der Begriff relativ jung ist, hat sich noch keine klare Systematik der Arten von Realakten herausgebildet; es handelt sich um einen Sammelbegriff.
2007 wurde eine Bestimmung in das Verwaltungsverfahrensgesetz des Bundes eingeführt, die den Begriff des Realaktes verwendet. Dieser Artikel sieht vor, dass bei widerrechtlichem Handeln des Bundes eine Verfügung verlangt werden kann, die dann Anfechtungsobjekt eines weiteren Verwaltungsverfahrens bildet. Dies dient dem Rechtsschutz; damit kann neu das Unterlassen oder die Einstellung einer widerrechtlichen Handlung des Bundes gerichtlich verlangt werden. Auch die Kantone sehen zum grössten Teil in ihren Verwaltungsverfahrensgesetzen ähnliche Bestimmungen vor.